# Warrensburg (Missouri)
Warrensburg – miasto w Stanach Zjednoczonych, w stanie Missouri, siedziba administracyjna hrabstwa Johnson.